# República de la Xina
La República de la Xina (xinès tradicional: 中華民國, pinyin: Zhōnghuá Mínguó), també coneguda pel nom de l'illa principal, Taiwan (xinès tradicional: 臺灣, xinès simplificat: 台灣, pinyin: Táiwān), antigament Formosa (nom que li donaren els portuguesos), és un estat de l'Àsia oriental. El país limita amb la República Popular de la Xina (RPX) al nord-oest, amb el Japó al nord-est i amb les illes Filipines al sud. L'illa principal de Taiwan té una superficie total de 35.808 km², una mica més gran que Catalunya (31.895 km²), amb serralades que dominen les dues quartes parts del territori oriental i amb planes que ocupen el restant occident, el qual es troba densament urbanitzat i poblat. Taipei és la capital provincial de iure i nacional de facto, tot i que el municipi més populós és Nova Taipei. Altres municipis importants són Taitxung, Kaohsiung, Taoyuan i Tainan. Amb 23,7 milions d'habitants, la república de la Xina és un dels estats amb més densitat de població del món, és populós i econòmicament poderós, però sense presència a l'Organització de les Nacions Unides (ONU).
Els pobles indígenes taiwanesos han poblat l'illa de Taiwan des de fa vora 6.000 anys. El segle xvii, la colonització parcial de l'illa per part dels Països Baixos va obrir la porta a la immigració de l'ètnia han. Després del breu període del regne de Tungning, el qual ocupà una xicoteta porció al sud-oest de l'illa, Taiwan fou annexionada l'any 1683 a l'Imperi xinès, sent posteriorment cedida a l'Imperi del Japó l'any 1895. Després de la derrota del Japó l'any 1945, la república de la Xina, estat successor de l'imperi xinés, va prendre el control de l'illa amb el beneplàcit dels aliats de la segona guerra mundial. Amb la represa de la Guerra Civil xinesa, la república va perdre el territori continental, el qual va passar a estar sota control del Partit Comunista de la Xina, que va fundar la República Popular de la Xina, mentres que el govern legitim d'aleshores va fugir a Taiwan l'any 1949. Tot i que la república de la Xina continua declarant-se com la representant legitima de la Xina, des de 1950 el seu control efectiu es limita només a l'illa de Taiwan i les xicotetes illes del seu voltant.
A principis de la dècada de 1960, Taiwan va entrar en un període d'industrialització i creixement econòmic ràpid anomenat el "miracle taiwanès". A finals de la dècada de 1980 i principis de la dècada de 1990, el país va viure una transició entre una dictadura militar de partit únic a una democràcia semipresidencialista amb multiples partits. L'economia industrial taiwanesa, industrial i amb un fort mercat exterior, és la 21a del món, amb sectors claus com la metal·lúrgia, la maquinària, l'electrònica i la producció de productes químics. Taiwan és un país desenvolupat, sent el 15é per PIB. Té altes valoracions internacionals en matèries com les llibertats civils i polítiques, l'educació, la sanitat i el desenvolupament humà.
L'estatus polític de Taiwan encara roman incert. La república de la Xina va deixar de ser membre de l'ONU en ser expulsada i reemplaçada per la delegació comunista l'any 1971. La República Popular de la Xina reclama l'illa de Taiwan com a part integrant del seu territori, alhora que rebutja qualsevol tracte diplomàtic amb països que reconeguen la república de la Xina. Taiwan manté relacions diplomàtiques oficials amb 14 dels 193 països membres de l'ONU i també amb el Vaticà. Les organitzacions internacionals on la RPX participa també rebutgen la participació de Taiwan o només li ho permeten com a organisme subnacional. Taiwan es un estat membre de l'Organització Mundial del Comerç (OMC), Cooperació Econòmica de l'Àsia-Pacífic (APEC) i del Banc Asiàtic de Desenvolupament sota diferents denominacions. Els països propers i amb importants lligams econòmics mantenen relacions diplomàtiques de manera no oficial mitjançant oficines de representació i altres institucions que funcionen com a ambaixades i consulats de facto. Nacionalment, la principal matèria de divisió social i política és la qüestió de la reunificació de les dues Xines, defensada pel Kuomingtang, o la independència de Taiwan, defensada pel Partit Progressista Democràtic, així com la promoció del nacionalisme xinès o el nacionalisme taiwanès.

## Geografia
Tot i que la constitució de la República de la Xina menciona un territori de més d'11.000.000 km², ja que inclou tot el territori de la Xina continental (sota administració de la República Popular de la Xina), el territori sota jurisdicció real del govern de la República de la Xina inclou l'illa de Taiwan, l'arxipèlag de les illes dels Pescadors i els arxipèlags de Matsu i Kinmen, a pocs quilòmetres de la costa de la Xina continental.

### Geografia de Taiwan
Nominalment, Taiwan és una província més de la república de la Xina. L'1 de juliol de 2018, el govern del Partit Progressista Democràtic, de tendència independentista, va suprimir la província amb totes les seues institucions, càrrecs electes i funcionaris.
| #  | Municipis especials | Municipis especials | Capital    | Capital | Divisió administrativa de Taiwan |
| #  | Català              | Xinés               | Català     | Xinés   | Divisió administrativa de Taiwan |
| 1  | Nova Taipei         | 新北市              | Pantxiao   | 板橋區  | Divisió administrativa de Taiwan |
| 2  | Taipei              | 臺北市              | Xinyi      | 信義區  | Divisió administrativa de Taiwan |
| 3  | Taoyuan             | 桃園市              | Taoyuan    | 桃園區  | Divisió administrativa de Taiwan |
| 4  | Taitxung            | 臺中市              | Xitun      | 西屯區  | Divisió administrativa de Taiwan |
| 5  | Tainan              | 臺南市              | Anping     | 安平區  | Divisió administrativa de Taiwan |
| 6  | Kaohsiung           | 高雄市              | Lingya     | 苓雅區  | Divisió administrativa de Taiwan |
| #  | Comarques           | Comarques           | Capital    | Capital | Divisió administrativa de Taiwan |
| 1  | Txanghua            | 彰化縣              | Txanghua   | 彰化市  | Divisió administrativa de Taiwan |
| 2  | Txiayi              | 嘉義縣              | Taibao     | 太保市  | Divisió administrativa de Taiwan |
| 3  | Xintxu              | 新竹縣              | Tjubei     | 竹北市  | Divisió administrativa de Taiwan |
| 4  | Hualien             | 花蓮縣              | Hualien    | 花蓮市  | Divisió administrativa de Taiwan |
| 5  | Kinmen              | 金門縣              | Kincheng   | 金城鎮  | Divisió administrativa de Taiwan |
| 6  | Lientxiang          | 連江縣              | Nangan     | 南竿鄉  | Divisió administrativa de Taiwan |
| 7  | Miaoli              | 苗栗縣              | Miaoli     | 苗栗市  | Divisió administrativa de Taiwan |
| 8  | Nantou              | 南投縣              | Nantou     | 南投市  | Divisió administrativa de Taiwan |
| 9  | Penghu              | 澎湖縣              | Magong     | 馬公市  | Divisió administrativa de Taiwan |
| 10 | Pingtung            | 屏東縣              | Pingtung   | 屏東市  | Divisió administrativa de Taiwan |
| 11 | Taitung             | 臺東縣              | Taitung    | 臺東市  | Divisió administrativa de Taiwan |
| 12 | Ilan                | 宜蘭縣              | Ilan       | 宜蘭市  | Divisió administrativa de Taiwan |
| 13 | Yunlin              | 雲林縣              | Touliu     | 斗六市  | Divisió administrativa de Taiwan |
| #  | Ciutats provincials | Ciutats provincials | Capital    | Capital | Divisió administrativa de Taiwan |
| 1  | Txiayi              | 嘉義市              | Tong       | 東區    | Divisió administrativa de Taiwan |
| 2  | Xintxu              | 新竹市              | Pei        | 北區    | Divisió administrativa de Taiwan |
| 3  | Keelung             | 基隆市              | Tjongtjeng | 中正區  | Divisió administrativa de Taiwan |

## Història
La història de la República de la Xina (Xinès tradicional: 中華民國, Xinès simplificat: 中华民国, pinyin: Zhōnghuá Mínguó) comença amb la Revolució Xinhai que, enderrocant la dinastia Qing, al poder des de 1644, va posar fi a gairebé més de dos mil anys d'Imperi.
Des dels seus inicis, però, la història de la Xina republicana fou turbulenta; durant els primers anys de la República, la Xina va patir el desordre dels senyors de la guerra i, igual com en els darrers temps de l'Imperi, el domini dels poders colonials europeus. El 1928, la Xina fou unificada, si més no nominalment, pel poder del Kuomintang (KMT), cosa que li va permetre iniciar un procés d'industrialització i de modernització; ara bé, aviat va començar una nova era de conflictes motivada per l'enfrontament del Partit Comunista Xinès contra el govern del Kuomintang, per les accions dels darrers senyors de la guerra i, sobretot, per la lluita contra l'imperialisme japonès, la qual va dur a l'esclat de la Segona Guerra Sinojaponesa (1937-1945).
El 1949, el triomf del Partit Comunista en la Guerra Civil van obligar el govern del Kuomingtang a refugiar-se a l'illa de Taiwan, on va continuar l'existència de la República de la Xina, enfrontada a la República Popular de la Xina proclamada per Mao Zedong a la Xina continental. Des de 1949, els dos estats xinesos han pugnat per aconseguir ser reconeguts com l'únic i legítim govern de la Xina.
En un principi, a Taiwan, la República de la Xina va continuar sent un sistema de partit únic dominat pel Kuomingtang, fins que, el 1987, es va evolucionar cap a la democràcia i el multipartidisme.

### Les dues Xines
Un cop acabada la Guerra Civil Xinesa, després que els comunistes s'apoderessin de tota la Xina continental, i les forces del Kuomintang, dirigides per Chian Kai-shek, es retiressin a l'illa de Taiwan, hi hagueren dos estats, la República Popular de la Xina, proclamada per Mao Zedong el 1949, i la República de la Xina, continuada a Taiwan per Chiang i els seus successors, que lluiten per ser reconeguts com a l'únic i legítim govern de la Xina, un país únic i indivisible del qual, com és obvi, Taiwan també en forma part. Lògicament, cadascun dels dos estats xinesos veu l'altre com una entitat espúria que, sense tenir-hi cap dret, li usurpa el nom i una part del territori.
La continuïtat del règim del Kuomintang a Taiwan fou possible, principalment, gràcies a la intervenció dels Estats Units que protegiren l'illa d'una invasió per part de la Xina continental, sobretot d'ençà de l'esclat de la Guerra de Corea on Mao donà suport al partit comunista.
En el llenguatge polític de la dècada de 1950, es parlava de l'existència d'una Xina comunista i d'una Xina nacionalista dita també Xina lliure, malgrat el caràcter dictatorial del govern de Taiwan.
En un principi, els governs que reconeixien la República Popular de la Xina eren només la Unió Soviètica, el Bloc de l'Est, el Moviment de Països No Alineats i, a partir de 1950, el Regne Unit, mentre que els Estats Units i els països occidentals mantenien relacions amb la República de la Xina. Tanmateix, durant el decenni de 1960, va produir-se la Ruptura Sinosoviètica en què s'arribà a un enfrontament cada cop més fort entre la República Popular de la Xina i l'URSS. Per això, el president dels Estats Units Richard Nixon va decidir aprofitar l'enemistat entre els dos grans règims comunistes, que va arribar al seu nivell més alt vers 1970, amb fets com ara l'Incident de l'illa de Zhenbao, per iniciar una política d'apropament a la Xina popular amb la idea de trobar així un important aliat contra l'URSS. El resultat d'aquest apropament a Pequín fou que, el 1971, l'Assemblea General de l'ONU va decidir reconèixer com a representants de la Xina els delegats de la República Popular, fins aleshores exclosos de l'organisme internacional, i expulsar els delegats de la República de la Xina, reconeguts fins aleshores.

### Situació actual
Avui dia, tant la República Popular de la Xina com la República de la Xina continuen sense reconèixer-se oficialment com a estats sobirans perquè tant a Pequín com a Taipei es considera que només hi ha una sola Xina.
La República Popular de la Xina no accepta de cap manera que, a nivell internacional, la República de la Xina rebi el tractament de país independent. Per això, qui vulgui establir relacions diplomàtiques amb Pequín ha de trencar qualsevol relació amb Taipei, com també Pequín usa la seva influència diplomàtica per evitar que la República de la Xina pugui participar oficialment en esdeveniments mundials com ara els Jocs Olímpics. Seguint en aquesta línia, la premsa de la Xina continental mai no parla de la República de la Xina sinó de la "província xinesa de Taiwan" o de l'"autoritat de Taiwan". A més, legalment, la República Popular de la Xina té l'objectiu de reunificar la Xina, és a dir, de recuperar Taiwan.
Al seu torn, en teoria, la República de la Xina també reivindica la sobirania sobre tot el país, és a dir, també sobre les províncies continentals; ara bé, a la pràctica, no fa res per assolir aquest objectiu, mentre que, de manera no oficial, proposa admetre l'existència de dues Xines o, fins i tot, de dos països diferents: Taiwan i la Xina.

### Democratització
Després de la mort del president Chiang Ching-kuo (1988), el seu successor Lee Teng-hui va continuar el procés de democratització i de cessió del poder als nadius de Taiwan. El 1991, va arribar la democràcia quan l'Antiga Assemblea Nacional, amb els seus diputats perpetus de les províncies continentals, fou dissolta i se'n convocà una de nova elegida lliurement pels ciutadans de Taiwan; a més, el 1994 també s'establí l'elecció popular pels taiwanesos del President la República de la Xina, tal com s'ha fet des de 1996.
Per altra banda, el president Lee va començar un procés de recuperació de la identitat pròpia de Taiwan deixant de banda el discurs nacional xinès, així, s'aboliren les restriccions a l'ús del taiwanès als mitjans de comunicació i a l'escola.
Tanmateix, la democratització de Taiwan va tenir alguns problemes, com ara que, en els primers moments, sent encara il·legals els partits de l'oposició, els seus dirigents podien presentar-s'hi manifestant que rebutjaven tant el comunisme com la independència de Taiwan com també sense finançar-se la campanya mitjançant el partit, la qual cosa va dur alguns polítics a demanar préstecs a grups de poder o, fins i tot, a màfies, i així es va originar una greu corrupció.

### L'independentisme taiwanès

Bandera de la República de la Xina (1912-1928).

Després que, el 1945, el domini sobre Taiwan passés del Japó a la Xina, molts taiwanesos van trobar la nova administració xinesa, caracteritzada per la seva ineficàcia i corrupció, tan opressiva com abans ho havia estat la japonesa i, per tant, consideraven l'annexió a la Xina no pas com un alliberament sinó com un simple canvi d'amo.
Les tensions entre els taiwanesos i el govern xinès van manifestar-se el 28 de febrer de 1947, és a dir, quan la República de la Xina encara dominava el continent, en l'esclat de l'Incident 228
(xinès: 二二八事件; pinyin: èr èr bā shìjiàn, Peh-ōe-jī:Jī-jī-pat sū-kiāⁿ), un alçament antigovernamental a Taiwan que les autoritats del Kuomintang van reprimir amb extraordinària duresa amb tropes enviades des del continent; després, va venir un règim de terror amb el resultat de molts taiwanesos, bastants d'ells vinculats a les elits polítiques, socials, intel·lectuals i econòmiques de l'illa, empresonats, morts o "desapareguts"; aquesta brutal repressió va acarnissar-se també amb els continentals sospitosos de simpaties amb el comunisme. Per altra banda, fins a les reformes democràtiques de la dècada de 1990, el poder de l'estat era en gran part monopolitzat pels continentals fugits a l'illa el 1949 i els seus descendents.
Mentre va estar vigent la llei marcial, és a dir, fins a 1987, plantejar la possibilitar de proclamar la independència de Taiwan estava prohibit, ja que això entrava en contradicció amb la doctrina oficial que l'objectiu de la República de la Xina era assolir la reunificació nacional recuperant el domini de les províncies continentals; per això, els independentistes taiwanesos, representants d'un dels principals moviments polítics de l'oposició democràtica al règim del Kuomintang, havien de triar entre la clandestinitat o l'exili, principalment als Estats Units o al Japó.
Després de la democratització, la causa de la independència de Taiwan va poder passar a ser defensada obertament dins de l'illa, i foren molt importants els èxits electorals del Partit Demòcrata Progressista, defensor de l'independentisme.
El principal obstacle per proclamar la independència de Taiwan, que, òbviament, duria a la desaparició de la República de la Xina que es quedaria sense cap territori on governar, no es troba pas en els xinesos de l'illa, sinó en l'actitud de la República Popular de la Xina que, considerant Taiwan com un territori xinès més, no està disposada a acceptar de cap manera que l'illa esdevingui un país diferent de la Xina.
Així, el 1996, davant la possibilitat de la reelecció a Taiwan com a president de Lee Teng-hui, defensor de la independència de l'illa malgrat ser aleshores un dirigent del Kuomintang, la República Popular de la Xina va començar a dur a terme unes maniobres militars a l'estret de Taiwan, exhibint-hi els seus míssils balístics, cosa que es va interpretar com una coacció als ciutadans taiwanesos convocats a les urnes. En resposta, el president dels Estats Units Bill Clinton van enviar una força operativa a la zona que va obligar els xinesos a posar fi a les maniobres. I, segurament com a gest de rebuig a la coacció xinesa, Lee Teng-hui va guanyar les eleccions per àmplia majoria.
Així doncs, com que una possible independència de Taiwan podria dur a una intervenció xinesa a l'illa en la qual també s'hi podrien veure implicats d'altres països com ara els Estats Units i el Japó, l'actitud de la comunitat internacional consisteix a defensar la continuïtat de l'actual estat de coses.
El 2022 es va anunciar que s'allargaria el servei militar obligatori de quatre mesos a un any, davant l'amenaça de la Xina continental.

## Demografia
El país comptava el juny del 2009 amb 23.063.027 habitants, que en una àrea de 35.980 km², el converteix en el quinzè país més dens del món amb 635 habitants per km². Segons les estadístiques oficials del govern, el 98% de la població de Taiwan es compon de xinesos de l'ètnia Han, mentre que el 2% són aborígens taiwanesos. Pel que respecta a la religió, un 35,1% són budistes, un 33% taoistes, un 14% ateus, un 3,9% cristians i un 3,5% pertany a altres religions.

Densitat de població de Taiwan

Evolució de la població:
- 1842: 3 milions
- 1905: 3.040.000 ha.(cens)
- 1915: 3.480.000 ha.(cens)
- 1925: 3.994.900 ha.(cens)
- 1930: 4.679.100 ha.(cens)
- 1935: 5.212.400 ha.(cens)
- 1940: 5.872.100 ha.(cens)
- 1949: 7,7 milions
- 1959: 10,2 milions
- 1969: 14,1 milions
- 1979: 17,5 milions
- 1989: 20,2 milions
- 1999: 22,1 milions